# Associação Esportiva Jataiense
L'Associação Esportiva Jataiense est un club brésilien de football basé à Jataí dans l'État de Goiás.